# Test operacyjny broni
Test operacyjny (ang. operational test) – druga w kolejności z wymaganych przez amerykańskie procedury wojskowe faz testów broni, zwłaszcza broni rakietowej. Faza ta ma na celu sprawdzenie działania poszczególnych elementów składowych broni – w odróżnieniu od testów rozwojowych – bez udziału przedstawicieli producenta. Testy tego rodzaju przeprowadzają wyłącznie czynni żołnierze w z założenia skrajnych, możliwych na polu walki warunkach (np. pogodowych, pory dnia i nocy itd.). Nie są też znane jakiekolwiek dane dotyczące „przeciwnika” – w przypadku testów broni antyrakietowej na przykład, nie są z góry znane miejsce i moment wystrzelenia celu, jego rodzaj, prędkość ani trajektoria lotu rakiety stanowiącej cel dla testowanej broni.